# Muara Kati Lama
Muara Kati Lama is een bestuurslaag in het regentschap Musi Rawas van de provincie Zuid-Sumatra, Indonesië. Muara Kati Lama telt 1272 inwoners (volkstelling 2010).